# Гогль, Михаэль
Михаэль Гогль (нем. Michael Gogl; род. 4 ноября 1993 в Гмундене, земля Верхняя Австрия, Австрия) — австрийский профессиональный шоссейный велогонщик, выступающий за команду Мирового тура «Lidl-Trek».

## Достижения
2014
1-й Этап 4 Гран-при Сочи
2015
1-й  Чемпионат Австрии в групповой гонке
1-й Гран-при Лагуна
7-й Трофей Истрии
2016
3-й  Чемпионат Австрии в групповой гонке
4-й Тур Дании
2017
3-й  Чемпионат Австрии в групповой гонке
8-й Амстел Голд Рейс
2018
7-й Трофео Сьерра-де-Трамонтана

## Статистика выступлений

### Гранд-туры
| Гонка           | 2016 | 2017 |
| --------------- | ---- | ---- |
| Джиро д'Италия  | —    | —    |
| Тур де Франс    | —    | 146  |
| Вуэльта Испании | 68   | —    |

| — | Не участвовал |